# Panzer IX và Panzer X
Panzerkampfwagen IX và Panzerkampfwagen X là tên của hai dự án sản xuất tăng siêu nặng được thiết kế dựa trên các phiên bản mới nhất thuộc dòng Panzer và được dự định sản xuất vào năm 1946-1947.
Những dự án thực ra chỉ nằm trên bản vẽ chứ chưa bao giờ được phác họa lên thành mẫu thật.PzKpfw X được thiết kế rộng hơn nhưng thấp hơn xe tăng siêu nặng Maus và có thể được trang bị pháo 88 mm hoặc 128 mm.Cả hai bản thiết kế được đánh giá là khá tân tiến và vẫn còn trong các bản vẽ đến tận bây giờ.Một số nghiên cứu từ phe Đồng Minh cho thấy những bản thiết kế tăng cận hiện đại này không được chú ý đến việc sản xuất, nhưng chúng lại được chú ý đến việc đưa lên sách báo để quảng bá cho sức mạnh quân sự của Đức Quốc xã và cũng nhằm mục đích phô trương sức mạnh về thiết giáp của quân Đức cho phe Đồng Minh.